# Anush Babajanyan
Anush Babajanyan, née le 23 octobre 1983 à Erevan (Arménie), est une photojournaliste arménienne.
Fondatrice du collectif de femmes photographes 4Plus, elle est connue pour son travail sur les zones de conflit du Caucase. En 2019, elle est récompensée par la bourse Canon de la femme photojournaliste.

## Biographie
Anush Babajanyan naît le 23 octobre 1983 à Erevan,, capitale de l'Arménie, et étudie à l'Institut Media Caucasus. En 2005, elle sort diplômée d'un programme de cours de photographie offert par World Press Photo puis, en 2006, elle obtient un diplôme de journaliste de l'Université américaine de Bulgarie.
Après avoir travaillé comme sous-traitante pour la BBC en Arménie, elle devient photojournaliste indépendante. À partir de 2008, elle démarre le projet Inlandish pour lequel elle photographie dans les rues d'Erevan des femmes qui se distinguent par leurs tenues. En 2009, Anush Babajanyan documente la vie des familles survivantes du tremblement de terre de Gyumri dont 4'000 d'entre elles vivent encore dans des cabanes insalubres (domiks) vingt ans après le séisme.
En 2013, elle cofonde le collectif 4Plus avec ses consœurs Nazik Armenakyan et Anahit Hayrapetyan,. Leur premier projet, mOther Armenia, expose des photos décrivant les problèmes majeurs rencontrés par les Arméniennes.
La même année, elle reçoit une bourse de l'Open Society Foundations Documentary Photography Project pour soutenir son travail sur les liens entre l'Arménie et la Turquie.
En 2016, Babajanyan lance un projet visant à documenter les expériences des Arméniens Syriens qui ont fui la guerre civile syrienne à Erevan. Ses photographies montrent la vie domestique des réfugiés et les souvenirs qu'ils ont amenés avec eux de leurs vies antérieures. Avec John Stanmeyer et Serra Akcan, elle démarre Bridging Stories, un programme de formation à la photographie permettant aux turcs et aux arméniens de prendre et de partager des photos de leur vie quotidienne sur Instagram, afin de promouvoir la compréhension entre leurs peuples.
En 2017, elle voyage en Côte d'Ivoire, où elle s'intéresse à la croyance populaire dans les pouvoirs mystiques des jumeaux. En 2019, elle est récompensée par la bourse Canon de la femme photojournaliste.
Ses photographies ont été publiées dans The New York Times, The Washington Post, VICE News, National Geographic, Foreign Policy Magazine et d'autres publications internationales et régionales. Elle travaille également pour l'UNICEF.

## Prix et distinctions
- 2013 : Bourse de l'Open Society Foundations Documentary Photo
- 2017 : Médaille d’argent au concours de photographie des VIIIes Jeux de la Francophonie Côte d’Ivoire/Abidjan[1]
- 2018 : 2ᵉ place aux Sony Awards[14]
- 2019 : Bourse Canon de la femme photojournaliste

## Publications
- The House of Culture
- A Troubled Home[15]